# Route to Freedom
Unter dem Titel Route to Freedom wurden im Jahr 2017 Dokumente einer erfolgreichen Flucht von Sklaven aus der niederländischen Kolonie Sint Maarten in das UNESCO-Weltdokumentenerbe aufgenommen. Diese historischen Texte in niederländischer und französischer Sprache wurden erst 2004 im Hauptarchiv von Sint Maarten entdeckt; da sie zuvor in ungeeigneter Weise archiviert waren, ist eine Restaurierung notwendig. Das Weltdokumentenerbe umfasst die gesamte Korrespondenz zwischen beiden Inselteilen zum Thema Sklavenflucht.
Durch den Vertrag von Concordia (1648) wurde die Insel Saint Martin zwischen den Kolonialmächten Frankreich und den Niederlanden aufgeteilt. Somit existierte zwischen dem französischen Saint Martin im Norden und dem niederländischen Sint Maarten im Süden eine Landgrenze – sehr ungewöhnlich für die Inselwelt der Karibik. Im Jahr 1817 wurde die Grenze festgesetzt und an einigen Punkten markiert; da beide Staaten aber friedlich nebeneinander lebten, konnte man die Grenze ungehindert in beide Richtungen überschreiten. 
Die Sklaven waren auch in anderen Territorien gut darüber informiert, dass die Kolonialmächte Großbritannien und Frankreich 1834 bzw. 1848 die Sklaverei aufgehoben hatten. So konnten flüchtige Sklaven bei günstigem Wetter mit dem Boot z. B. nach St. Christopher übersetzen und auf britischem Boden die Freiheit erlangen. Aber auf Saint Martin war das viel einfacher möglich.
Am 28. Mai 1848 wurde im französischen Saint Martin die Sklaverei aufgehoben, während sie in Sint Maarten bis zum 1. Juli 1863 weiter Bestand hatte. Sint Maarten wies die zweitgrößte Sklavenbevölkerung der Niederländischen Antillen auf. Schon einen Tag nach Inkrafttreten des Gesetzes in Saint Martin, flohen sämtliche Sklaven der Plantage Diamond Estate im niederländischen Teil der Insel, 26 Männer, Frauen und Kinder, in die Plantage Mount Fortune auf französisches Territorium. Der niederländische Kommandeur Johannes Willem van Romondt schrieb darauf an seinen französischen Amtskollegen Sir Munier und forderte ihn auf, die flüchtigen Sklaven nach Sint Maarten auszuliefern. Dieser lehnte das Auslieferungsgesuch ab mit der Begründung, jeder Sklave, der französisches Territorium erreiche, sei ein freier Mensch. Die erfolgreiche Flucht hat auch dadurch Bedeutung, dass hier versklavete Menschen ihr Schicksal selbst in die Hand nahmen.
Da die Grenze nicht zu sichern war und die wichtigsten Ressourcen der Insel (Salzpfannen) gemeinsam genutzt wurden, beantragten Plantagenbesitzer, die mit einer massiven Flucht ihrer Arbeitskräfte rechneten, bei der niederländischen Regierung die Aufhebung der Sklaverei. Dies wurde abgelehnt: die Niederlande könnten nicht in einer ihrer Kolonien die Sklaverei aufheben und in allen anderen nicht. Die Kompensation, die die Regierung an Sklavenbesitzer pro geflohenem Sklaven zahlte, war mit 30 Gulden deutlich geringer als auf den fünf anderen Inseln (200 Gulden); später wurde sie auf 100 Gulden heraufgesetzt. Die Folge war der wirtschaftliche Niedergang: Plantagen lagen wüst, die Besitzer wanderten aus.